# Alli N'Dri
Vincent de Paul Kouadio "Alli" N'Dri (Bingerville, Costa de Marfil, 12 de enero de 1984) es un exfutbolista marfileño.

## Carrera profesional
N'Dri comenzó su carrera en el club ASEC Mimosas y fue ascendido al campeón de la Primera División de Costa de Marfil ASEC Mimosas en enero de 2003 y nombrado capitán del equipo. N'Dri fue uno de los defensores titulares experimentados de ASEC y jugó casi todos los partidos de su club. Se fue después de seis años y firmó con el club ruso FC Shinnik Yaroslavl en enero de 2009.

## Internacional
El 28 de mayo de 2007 fue su primera convocatoria con la selección de fútbol de Costa de Marfil en un partido de clasificación para la Copa Africana de Naciones contra la selección de fútbol de Madagascar.